# Hamid Agouray
Hamid Agouray (Tinghir, Marokko, 7 december 1980) is een Marokkaanse zanger uit Tinghir. Hij is vooral onder Chleuh fans bekend. Hij zingt voornamelijk in het Tashelhiyt, een Marokkaanse Berbertaal waarbij hij allerlei soorten Marokkaanse muziekstromingen gebruikt zoals chaabi, rai, izlan en reggada. 
In 2006 brak hij definitief door met zijn eerste album met succesnummer 'Urg Dmigh Addi Tezrit' (Nooit gedacht dat je me zou verlaten). Andere bekende nummers van Agouray zijn 'Ighzif Yid Ghifi' (De nacht is mij te lang) en 'Ad Rugh Imtawn' (Ik baar tranen).